# ササゴイ

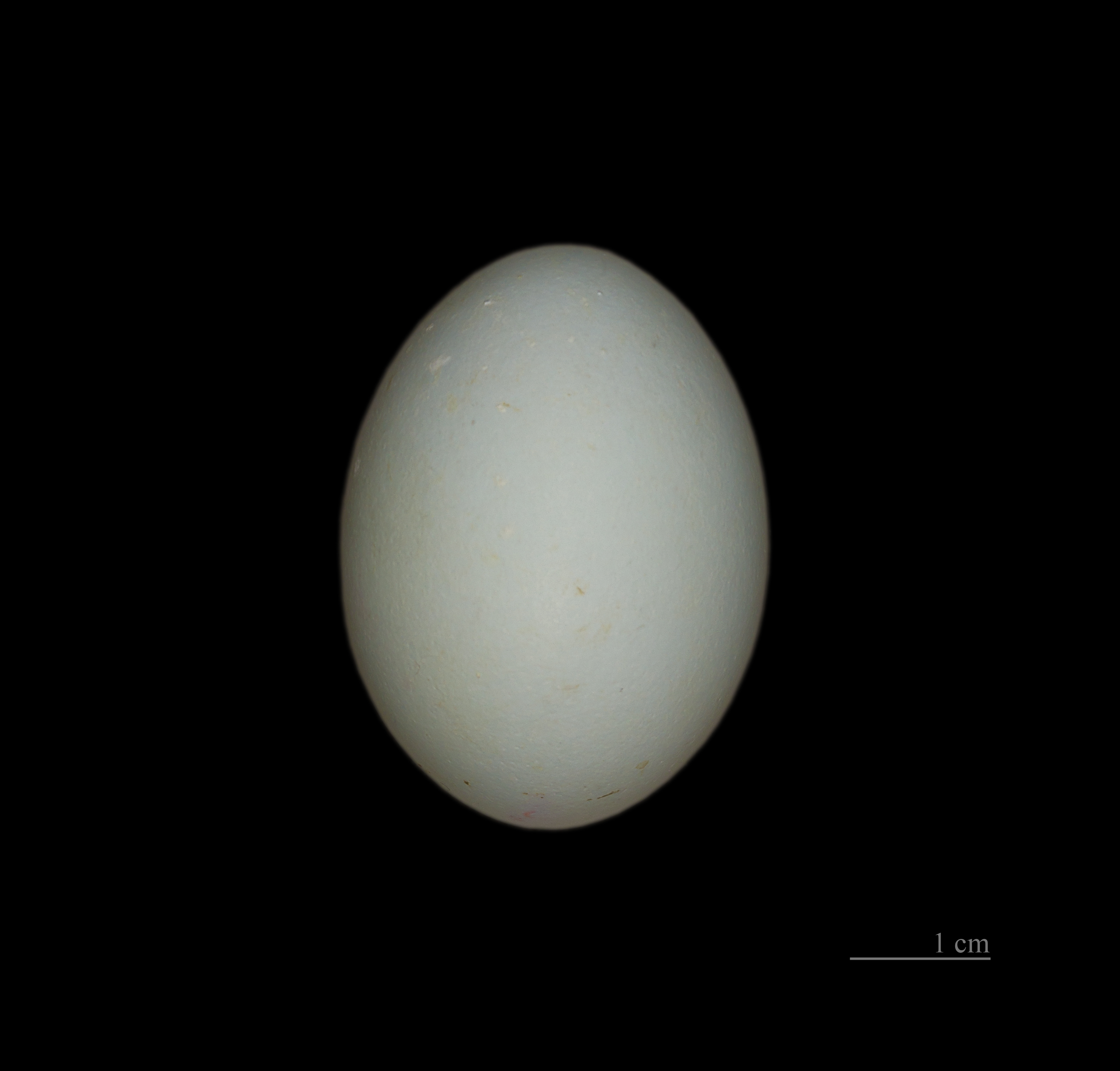
Butorides striatus

ササゴイ（笹五位、Butorides striatus）は、ペリカン目サギ科ササゴイ属に分類される鳥類。

## 分布
アフリカ大陸、北アメリカ大陸、南アメリカ大陸、ユーラシア大陸南部および東部、インドネシア、オーストラリア、ソロモン諸島、日本、パプアニューギニア、フィリピン、マダガスカル
日本では夏季に本州（主に青森・津軽平野以南、四国、九州に飛来（夏鳥）し、冬季になると九州以南で越冬（冬鳥もしくは留鳥）する
。

## 形態
全長40-52センチメートル。翼開張62-76センチメートル。体重0.1-0.3キログラム。後頭には数本の羽毛が伸長する。羽衣は青灰色で、喉に白い縦縞が入る。額から後頸にかけて青緑色がかった黒い羽毛で被われる。眼先は羽毛が無く、黄色い皮膚が裸出する。雨覆の色彩は青緑色がかった黒褐色、風切羽の色彩は黒褐色で、羽毛の外縁（羽縁）は白い。羽縁が白い羽がササの葉に見え、和名の由来になったと考えられている。
虹彩は淡黄色。嘴は細長く、色彩は黒い。後肢は短く、色彩は黄色。
幼鳥は羽衣が濃褐色や黒褐色、下面の羽衣が白い。下面には褐色の縦縞が、翼には白い斑点が入る。繁殖期には眼先が青くなり、後肢の色彩が赤みを帯びる。

## 生態

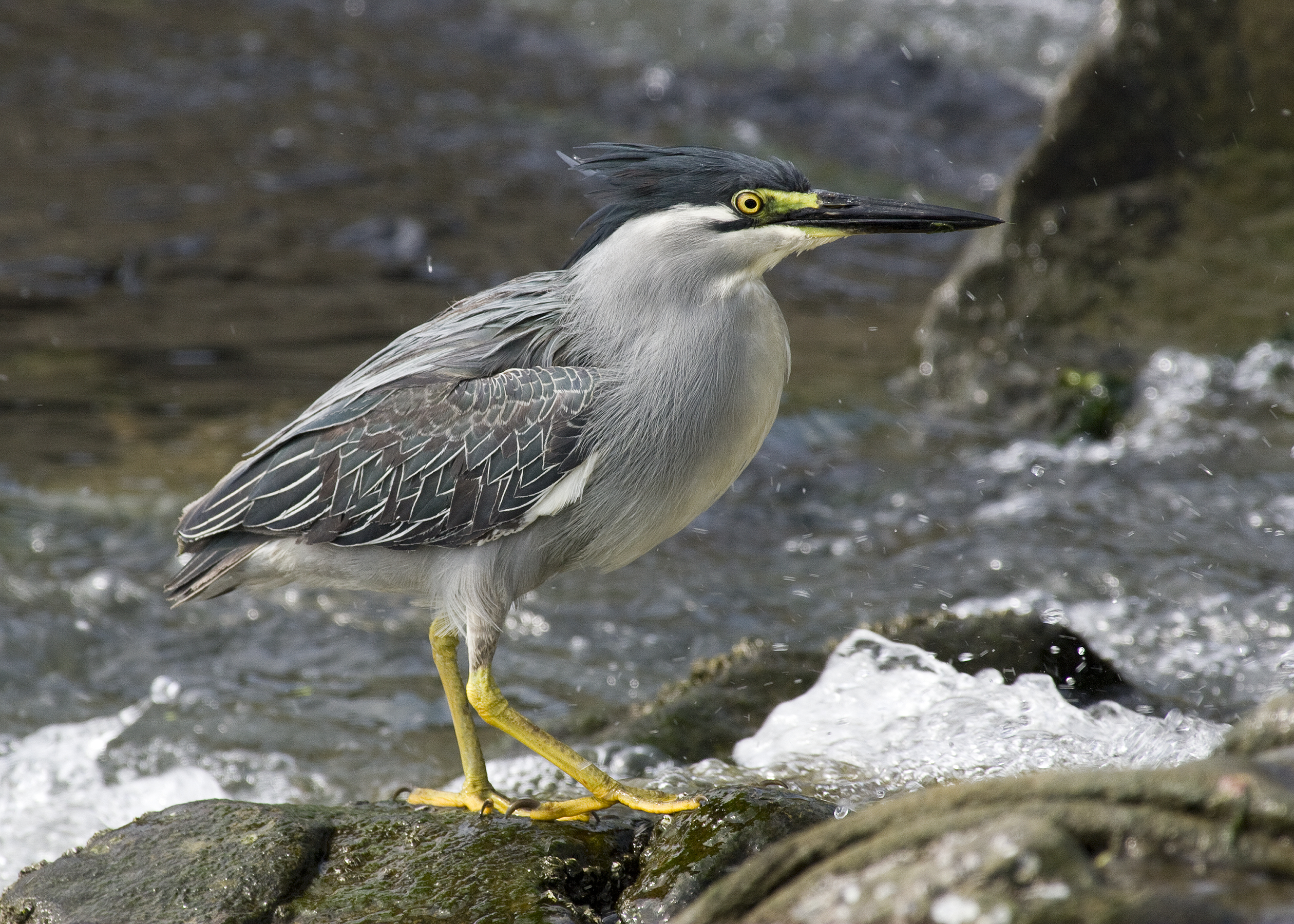
ササゴイ（観音寺市にて）

河川、湖、池沼、湿原、水田などに生息する。薄明薄暮性で主に夕方活動し、昼間は水辺の森林で休むが昼間や夜間に活動することもある。単独もしくはペアで生活する。静止時には頸部をアルファベットの「S」字状に曲げている事が多い。
食性は動物食で、魚類、両生類、甲殻類などを食べる。水辺で獲物を待ち伏せて捕食する。一部の個体群（例として日本では水前寺成趣園周辺の個体群）では水面に物を落とし、近づいてきた獲物を捕食する。
繁殖形態は卵生。雑木林や松林などに単独もしくは小規模な集団繁殖地（コロニー）を形成して繁殖する。樹上に雄が巣材となる木の枝を運び、雌がそれを組み合わせた巣を作る。テレビアンテナに巣を作ることもある。日本では5-6月に3-6個の卵を産む。雌雄交代で抱卵し、抱卵期間は21-25日。育雛は雌雄共同で行う。雛は孵化してから40-45日で巣立つ。